# توالی (زیست‌شناسی)
توالی (انگلیسی: Sequence) در زیست‌شناسی به آرایش تک‌بعدی از دی‌ان‌ای یا آران‌ای گفته می‌شود که حاوی اطلاعات ژنتیکی است. این واژه برای پروتئین‌ها اسیدهای آمینه و پلی‌ساکاریدها (قندها) نیز به کار می‌رود.